# Juan Liberona
Juan Liberona Soto (* 5. März 1938 in San Vicente de Tagua Tagua) ist ein ehemaliger chilenischer Fußballspieler. Der Stürmer wurde mit dem CSD Colo-Colo 1963 chilenischer Meister.

## Karriere
Juan Liberona wurde 1963 vom CSD Colo-Colo unter Vertrag genommen. Zuvor hatte der Angreifer beim CD Huachipato gespielt. Mit den Albos gewann er die Meisterschaft 1963 und steuerte zwei Tore dazu bei. 1964 verließ Liberona das Meisterteam in Richtung CD Green Cross. Bei seinem neuen Klub konnte er elf Ligatore erzielen. 1965 wechselte Liberona in die Segunda División zur Universidad Técnica del Estado, für die er bis 1968 auflief.

## Erfolge
CSD Colo-Colo
- Chilenischer Meister: 1963